# Kinbergonuphis pulchra
Kinbergonuphis pulchra är en ringmaskart som först beskrevs av Kristian Fauchald 1980. Kinbergonuphis pulchra ingår i släktet Kinbergonuphis och familjen Onuphidae. Inga underarter finns listade i Catalogue of Life.